# 大槻博之
大槻 ヒロユキ（おおつき ひろゆき、1960年4月11日 - ）は、日本の俳優。大阪府出身。身長180cm、血液型はO型。オフィスぴろっと所属。過去の所属はケイズファクトリー。過去の芸名は大槻博之。

## 出演

### 映画
- 鬼極道 代紋を蹴った男
- 岸和田少年愚連隊 血煙り純情篇（1997年 シネマ・ドゥ・シネマ）
- 鬼火（1997年 ギャガ・コミュニケーションズ）
- 恋極道（1997年 東映）
- 売春暴力団（1997年 大映）
- なにわ忠臣蔵（1997年 松竹）
- ネプチューンinどつきどつかれ（1998年 ギャガ・コミュニケーションズ）
- 惚れたらあかん 代紋の掟（1999年 アートポート）
- ドンを撃った男（1999年 ギャガ・コミュニケーションズ）
- 借王 THE MOVIE 2000（2000年 日活）- 借金取り
- WASABI（2001年 ヨーロッパ・コープ）
- 溺れる魚（2001年 東映）
- 悪名（2001年 イップ・エンターテインメント）
- FAMILY（2001年 エクセレントフィルム）
- 龍虎兄弟 BLOOD BROTHERS（2002年 アースラーズ）
- 修羅の群れ（2002年 ミュージアム）
- 新・仁義の墓場（2002年 大映）
- 修羅のみち5 東北殺しの軍団（2002年 東映）
- すてごろ 梶原三兄弟激動昭和史（2003年 GPミュージアムソフト）
- 首領への道 劇場版（2003年 村上劇画プロ、シネマ・クロッキオ） - 播州組若頭補佐 深作幹生
- 伝説のやくざ 最後の博徒 残侠の章（2003年 東映）
- 力道山（2006年 ソニー・ピクチャーズ）
- 武勇伝（2003年 アートポート）
- 虹色ハーモニー〜マイ・レインボウ・マン〜（2007年冬公開 MIRAI）
- Seven Yakuza - 松本充

### Vシネマ
- 縁切り闇稼業 システム金融の罠（1999年 ミュージアム） - 黒岩興業組員 カネコ
- 縁切り闇家業 恐怖!毒殺保険金詐欺（1999年 ミュージアム）
- 実録・鉄砲玉 平成二年大阪 山羽抗争勃発（2001年 ミュージアム）
- 実録・山陽道やくざ戦争 手打ち破り（2001年） - 三代目山王会丸石一家木島組組員 三杉信治
- 外道 〜おとこ唄〜1・2（2002年 アンカービジュアルネットワーク）
- 実録・北海道やくざ戦争 逆縁 完結編（2002年 GPミュージアムソフト）
- 実録・史上最大の抗争 義絶状（2002年 GPミュージアムソフト）
- 実録・大阪やくざ戦争 報復（2002年 GPミュージアムソフト） - 三代目山王会高木組内栗原組組長 栗原太一
- 実録・鯨道11 広島やくざの終焉 斬侠（2002年 DVジャパン）
- 実録・義戦3 初代侠道会々長森田幸吉伝 ヤクザの鎮魂歌（2002年 DVジャパン） - 村戸春市
- 極悪仁義（2003年 タキ・コーポレーション）
- 首領への道23（2003年 GPミュージアムソフト） - 小峰組幹部 松本勇太
- 実録・関東やくざ戦争 修羅の盃（2003年、GPミュージアムソフト）
- 実録・名古屋やくざ戦争 統一への道2（2003年 GPミュージアムソフト）
- 実録・名古屋やくざ戦争 統一への道3（2004年 GPミュージアムソフト）
- 実録・竹中正久の生涯 荒らぶる獅子（2003年  GPミュージアムソフト） - 姫路 大下会幹部
- 首領への道外伝・白虎会見参（2005年 GPミュージアムソフト） - 播州組若頭補佐 深作幹生
- 借王 ナニワ相場師伝説（2005年 日活）
- 借王 狙われた学園（2005年 日活）
- 誇り高き野望 1・2・4-6（2005年 - 2006年 アネック）-  森田組 福留竜太

### テレビドラマ
- 極すれすれガレッジセール（2000年 ANB）
- ブラック・ジャック カルテIII（2000年 TBS）
- バーニーナイツ（TX）
- 火曜サスペンス劇場だます女だまされる女（NTV）
- 陽はいつか昇る（2004年 TX）
- ザ・ジャッジ! 〜得する法律ファイル（CX）
- ナニワ金融道（CX）
- パーフェクト・リポート（2010年、CX）
- クロヒョウ2 龍が如く 阿修羅編（2012年 毎日放送）
- 剣客商売 御老中暗殺（2012年、CX） - 浅田虎次郎

### 舞台
- みのむし3（2012年10月12日-14日、ブローダーハウス）
- 『夏の夜の夢』オールアクトカンパニー（2024年10月1日〜6日）BIG TREE THEATER

### 音楽
- 2023年から 69’s Exデルタ兄弟に参加。ボーカルを担当。
- マダム⚡ヤンバンドライブ大黒屋食堂＠本川越に 69’s Exデルタ兄弟（G Vo）で参加（2024年5月26日）